# Crustulina conspicua
Crustulina conspicua là một loài nhện trong họ Theridiidae.
Loài này thuộc chi Crustulina. Crustulina conspicua được Octavius Pickard-Cambridge miêu tả năm 1872.